# Van der Vrecken
Van der Vrecken was een Maastrichtse familie van juristen, van wie een lid werd opgenomen in de Belgische erfelijke adel.

## François van der Vrecken

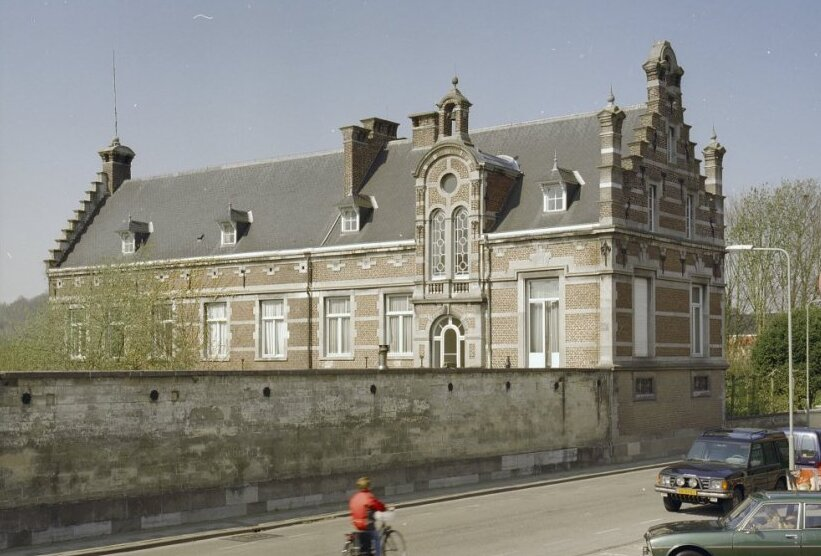
Huize Gurtsenich of Wijnantshof in Houthem-Sint Gerlach, in 1772 verworven door François van der Vrecken, in 1815 verbouwd door zijn zoon Paul

François Jean (Franciscus Johannes) van der Vrecken (1746-1833) was advocaat, schepen van Maastricht en secretaris van het kapittel van Sint-Servaas. In 1772 kocht hij het landhuis Gurtsenich in Houthem-Sint Gerlach. Hij was getrouwd met Marie-Elisabeth de Lenaerts (1738-1796). Het echtpaar had twee zoons, Gisbert en Paul (zie hierna).

## Gisbert van der Vrecken
Gisbertus Joannes Alexander van der Vrecken (1768-1845) was in 1787 de primus (beste afgestudeerde) van de Leuvense universiteit en werd in 1793 advocaat in Maastricht. In 1799 werd hij aangeworven om de zaak te bevorderen van de Prins van Oranje, die zocht om opnieuw in de Nederlanden vaste voet te krijgen. Dit leidde niet tot blijvende resultaten. Onder het Franse keizerrijk werd hij magistraat in Maastricht en Luik. Ten tijde van het Verenigd Koninkrijk der Nederlanden was hij raadsheer aan het Hoger Gerechtshof in Luik. In 1832, onder het Koninkrijk België, werd hij raadsheer aan het Hof van Appel aldaar. Hij ontving daarvoor de Leopoldsorde.

## Paul van der Vrecken
Paul Jean Mathieu van der Vrecken (1777-1868) studeerde filosofie in Leuven (1795-1797) tot die universiteit werd gesloten. Hij week uit naar Erfurt, waar hij theologie studeerde, en in 1800 naar Rome, waar hij in 1803 promoveerde tot doctor in beide rechten. Hij maakte zich een aanzienlijk netwerk eigen van kardinalen en andere invloedrijke personen in Rome. Hij werd geheimagent in dienst van de Pauselijke Staten, meer bepaald van Pius VII die, in hechtenis genomen door Napoleon, door zijn bemiddeling een geheime briefwisseling kon voeren met de Oostenrijkse keizer. In 1814 werd hij uit dankbaarheid tot pauselijk graaf benoemd. Hij bleef in de volgende decennia in dienst van het Vaticaan, reisde veel en was een betrouwbare informant. Na 1830 nam zijn invloed af. Hij liet een aanzienlijke briefwisseling na en stichtte een studiebeurs voor theologiestudenten. Hij was in 1807 getrouwd met Marie-Antoinette Delwarde (1787-1853). Ze hadden een zoon, Paul van der Vrecken, getrouwd met Marie-Françoise Berents.

## Alexandre van der Vrecken
- Alexandre van der Vrecken (Hasselt, 22 januari 1850 - Leuven, 20 juni 1923) was een Belgisch officier. Hij was een zoon van Paul van der Vrecken-Berents en werd kolonel in de Belgische artillerie. Hij trouwde in 1891 in Brussel met Berthe de Francquen (1856-1944) en ze hadden twee dochters en een zoon. In 1905 werd hij opgenomen in de Belgische erfelijke adel.
  - Paul van der Vrecken (1897-1967) trouwde in Bergen in 1936 met Marie Fontaine de Ghélin (1905-1942), met wie hij een zoon had.
    - Baudouin van der Vrecken (1939-2019 ) trouwde tweemaal en kreeg drie dochters, zodat het vooruitzicht van uitdoven in het vooruitzicht ligt.

## Voetnoten
1. ↑  Léon Willems, 'Huize Gurtsenich' op houthem.info, geraadpleegd 27 september 2024.
2. ↑  Pierre J.H. Ubachs en Ingrid M.H. Evers (2005): Historische Encyclopedie Maastricht, p. 565: 'Vrecken, Gisbertus Joannes Alexander van der'. Walburg Pers, Zutphen / RHCL, Maastricht. ISBN 90-5730-399-X.
3. 1 2  Ubachs/Evers (2005), ibid., p. 565: 'Vrecken, Paul Mathias van der'.
4. ↑  Léon Willems, 'De geheime missie van Paul van der Vrecken' op houthem.info, geraadpleegd 27 september 2024.